# حمام حيدر
حمّام حيدر وهو من حمامات بغداد العامة المعروفة والذي كان يقبل دخول النساء يومين في الاسبوع، ويقع في محلة رأس القرية،خلف ساحة الغريري، وعلى شارع النهر (المستنصر حالياً) حيث واجهته وبابه، وظهره على نهر دجلة، وهو من أوقاف حيدر جلبي أشير إليه في وقفية مؤرخة في 16 ربيع الأول سنة 1182ه‍. بجانب الرصافة من بغداد مقابل محلة الجنابيين ومركز شركة اسطيفن لنج الذي اتخذتها الحكومة العثمانية مركزاً للشرطة. شيده الشابندر حيدر باشا الجلبي الذي كان من أعيان بغداد وتجارها المشاهير، وبنى جامع الحيدرخانة وعرفت به محلة الحيدرخانة. وكان قد عاصر عدد من الولاة العثمانيين الذين حكموا بغداد، وكانت له علاقة خاصة مع الوالي محمد باشا الخاصكي حكم من (1066-1070ه‍). واشار أوليا جلبي في رحلته إلى بغداد سنة (1058ه‍/ 1648م) وسنة (1066ه‍ /1655م) إلى حيدر جلبي شابندر التجار في بغداد في القرن الحادي عشر للهجرة، وذكر انه كان من أعيان بغداد وسراتها، وهو صاحب الحمام الشهير المعروف باسم (حمام حيدر) في شارع النهر ومنشيء سقاية ماء عرفت باسم سقاية حيدر جلبي الشابندر وقال ان سقاية أخرى أنشأها أخيه حسب الله جلبي تسمى سقاية حسب الله الشابندر وذكر ان له قصراً أيضاً.